# Kantekleer
Kantekleer is een hoorspel van Richard Austin. Chanticleer werd op 16 mei 1970 door de BBC uitgezonden. Marie-Sophie Nathusius vertaalde het en de TROS zond het uit in het programma Om voor op te blijven op zondag 23 april 1972 (met een herhaling op maandag 21 mei 1979). De regisseur was Harry Bronk. Het hoorspel duurde 60 minuten.

## Rolbezetting
- Tine Medema (Thérèse)
- Corry van der Linden (Mary)
- Martin Simonis (Desmond)
- Harry Bronk (Kevin)
- Rob Geraerds (de bisschop)
- Herbert Joeks (pater Curren)
- Sacco van der Made (Simus Keever)
- Willy Ruys (Mark Fenton)
- Tonny Foletta (O’Daubt)
- Dogi Rugani (Kate O’Neira)
- Nora Boerman (Maureen)

## Inhoud
Dit stuk speelt zich af op het Ierse platteland, waar nog vele oude tradities leven die elders in Europa al lang tot het verleden behoren. Kenmerkend is de geloofsbeleving van de dorpelingen. Vrijwel nergens heeft het rooms-katholicisme zo'n eigen plaats in het dagelijks leven, maar vrijwel nergens ter wereld zijn overlevering en sprookjeswereld zo nauw met de bevolking verbonden als juist in de Ierse republiek. De hoofdrol in dit luisterspel is weggelegd voor een haan, die volgens een boerendochter een zeer speciale eigenschap heeft. Het kraaien van de haan is niet zo bijzonder, wel het gevolg daarvan: iedere kraai roept een “heus” wonder op. De dorpspastoor wordt erbij gehaald. Hij ontkent het bestaan van dit wonder niet. Dat is misschien ook wel geen wonder…